# Presidio de los Reyes
Presidio de los Reyes är en ort i Mexiko.   Den ligger i kommunen Ruíz och delstaten Nayarit, i den centrala delen av landet, 700 km väster om huvudstaden Mexico City. Presidio de los Reyes ligger 98 meter över havet och antalet invånare är 832.
Terrängen runt Presidio de los Reyes är kuperad västerut, men österut är den bergig. Presidio de los Reyes ligger nere i en dal. Runt Presidio de los Reyes är det ganska glesbefolkat, med 30 invånare per kvadratkilometer. Närmaste större samhälle är La Jarretadera, 17,1 km sydväst om Presidio de los Reyes. I omgivningarna runt Presidio de los Reyes växer huvudsakligen savannskog.